# Sân bay Hang Nadim
Sân bay Hang Nadim (IATA: BTH, ICAO: WIDD) là một sân bay ở Batam, quần đảo Riau, Indonesia. Sân bay được đặt tên theo Laksamara Hang Nadim và có đường băng dài hơn 4000 m, ban đầu được xây để làm dự bị cho sân bay Changi của Singapore trong trường hợp hạ cánh khẩn cấp. Tuy nhiên sân bay Changi đã được đầu tư phát triển, trong khu vực tam giác tăng trưởng Sijori có 5 sân bay lớn sân bay quốc tế Senai ở Johor Bahru, sân bay Raja Haji Fisabilillah ở Tanjung Pinang, đảo Bintan và sân bay Seletar.

## Hãng hàng không và tuyến bay
| Hãng hàng không        | Các điểm đến | Terminal |
| ---------------------- | --- | -------- |
| Aviastar               | Tembilahan | Nội địa  |
| Batavia Air            | Bandar Lampung, Jakarta-Soekarno Hatta, Medan, Padang, Palembang, Pekanbaru, Pontianak, Surabaya, Yogyakarta                                 | Nội địa  |
| Firefly                | Kuala Lumpur-Subang | Quốc tế  |
| Garuda Indonesia       | Denpasar/Bali, Jakarta-Soekarno-Hatta, Medan, Pekanbaru, Surabaya                                                                            | Nội địa  |
| Citilink               | Medan, Jakarta-Soekarno-Hatta | Nội địa  |
| Lion Air               | Bandung, Denpasar/Bali, Jakarta-Soekarno Hatta, Medan, Padang, Pekanbaru, Surabaya, Bandar Lampung (từ 20/9/2012), Yogyakarta (từ 20/9/2012) | Nội địa  |
| Pacific Royale Airways | Jambi, Pekanbaru | Nội địa  |
| Sriwijaya Air          | Jakarta-Soekarno Hatta, Jambi, Medan, Surabaya, Padang                                                                                       | Nội địa  |
| Sky Aviation           | Tanjung Pinang, Matak, Dumai, Rengat, Pangkal Pinang, Pekanbaru , Ranai (Begin 7 August) ,Bandung                                            | Nội địa  |
| Wings Air              | Natuna, Palembang, Pangkalpinang, Pekanbaru                                                                                                  | Nội địa  |